# Branko Ivanda
Branko Ivanda (Split, 25. prosinca 1941.) hrvatski je redatelj.

## Životopis
Ivanda je u rodnom Splitu završio klasičnu gimnaziju, apsolvirao komparativnu književnost i filozofiju na Filozofskom fakultetu, te diplomirao filmsku i kazališnu režiju na Akademiji dramske umjetnosti Sveučilišta u Zagrebu.
Režira igrane TV filmove, drame, glazbene emisije, dokumentarne i promotivne filmove. Dobitnik je nekoliko glavnih nagrada za svoje TV i igrane filmove (Nagrada FIPRESCI u Berlinu, Diploma Bergamo Film Festivala).
Od 1980. redoviti je profesor filmske i TV režije na Akademiji dramske umjetnosti u Zagrebu.

## Izvod iz filmografije
- Prijeki sud (1978.)
- Zločin u školi (1982.)
- Konjanik (2003.)
- Lea i Darija (2011.)
- Narodni heroj Ljiljan Vidić kao gospodin Budimir (2015.)

## Ostalo
- "Velikani hrvatskog glumišta" kao sudionik dokuserijala (2018.)

## Vanjske poveznice
- Branko Ivanda u internetskoj bazi filmova IMDb-u (engl.)